# Shedeur Sanders
Pour les articles homonymes, voir Sanders.
Ne doit pas être confondu avec Deion Sanders.
Shedeur Deion Sanders (né le 7 février 2002 à Tyler) est un joueur américain de football américain évoluant au poste de quarterback. Il joue actuellement pour la franchise des Browns de Cleveland en National Football League (NFL).

## Biographie

### Famille et études
Sanders est le fils de Deion Sanders, cornerback intronisé au Pro Football Hall of Fame, devenu entraîneur universitaire. Le frère aîné de Sanders, Shilo Sanders (en), joue pour les Buccaneers de Tampa Bay.
Il a joué au football universitaire pour les Tigers de Jackson State (université d'État de Jackson, 2021–2022) et les Buffaloes du Colorado (université du Colorado à Boulder, 2023–2024), remportant le Jerry Rice Award (en) en 2021, le Deacon Jones Trophy (en) en 2022 et le Johnny Unitas Golden Arm Award en 2024. Il fut coaché par son père, Deion Sanders aussi bien chez les Tigers qu'avec les Buffaloes.

### Carrière professionnelle

#### Sélection par les Browns de Cleveland
Il a été sélectionné à la 144e place (cinquième tour) par les Browns de Cleveland lors de la draft 2025 de la NFL alors qu'il avait été annoncé par les médias dans les premières places,, et que son père le prévoyait dans les cinq premiers joueurs. Le président des États-Unis Donald Trump a même commenté cette sélection tardive. Un entraîneur adjoint anonyme de la NFL a été notamment cité par les médias comme jugeant défavorablement son attitude, ce qui, avec l'ingérence de son fantasque père, aurait mené à cette sélection si basse. Pendant les deux premiers jours de la draft, il est même victime d'un canular téléphonique. Son positionnement chez les Browns de Cleveland interrogent les médias, notamment parce qu'ils ont sélectionnés juste avant dans cette draft un autre quarterback, Dillon Gabriel (en), à la 94e place.

### Divers
Shedeur a signé des contrats NIL  avec Gatorade, Beats Electronics et Nike, étant le premier joueur de football universitaire à signer avec ce dernier.
Sanders a sorti un morceau de hip-hop, Perfect Timing, en mai 2024.